# Leïla Menchari
Leila Menchari (în arabă ليلى المنشاري; n. 27 septembrie 1927, Tunis, Protectoratul Francez al Tunisiei – d. 4 aprilie 2020, Paris, Métropole du Grand Paris, Franța) a fost un designer și o decoratoare tunisiană.

## Biografie
Menchari s-a născut în Tunis, în 1927. Tatăl ei a fost avocat, iar mama ei, Habiba Menchari, a fost cunoscută pentru prelegerile despre emanciparea femeilor. În timpul adolescenței, i-a întâlnit pe Jean și Violet Henson, de la care a învățat horticultură și care au ajutat-o să întâlnească artiști precum Man Ray, Jean Cocteau, Christian Berard și Serge Lifar. În 1943, Menchari a intrat la Institutul de Arte Plastice din Tunis, iar apoi la École nationale supérieure des beaux-arts în 1948.
În Paris, Menchari l-a cunoscut pe Azzedine Alaïa. De asemenea, l-a cunoscut pe Guy Laroche, cel care a ajutat-o să devină model celebru. Menchari a renunțat să lucreze pentru Laroche ca urmare a morții mamei ei și a devenit decoratoare pentru sediul Hermès International de pe Rue du Faubourg Saint-Honoré. A lucrat pentru Hermès ca decoratoare timp de peste cincizeci de ani. A proiectat, de asemenea, mănuși, genți și îmbrăcăminte, inclusiv o haină purtată de actrița María Félix. Alte responsabilități au inclus supravegherea producătorului de sticlă Saint-Louis.
Leila Menchari a murit pe 4 aprilie 2020 în Paris, Franța din cauza COVID-19, în timpul pandemiei de coronaviroză.